# Walewska
Walewska Moreira de Oliveira (Belo Horizonte, 1 de outubro de 1979 — São Paulo, 21 de setembro de 2023) foi uma jogadora brasileira de voleibol que desempenhava a função de central. Na Seleção Brasileira atuou durante dez anos.  Sagrou-se campeã olímpica em 2008, mesmo ano em que foi premiada como a melhor bloqueadora do mundo no Grand Prix. Logo após conquistar o ouro olímpico, Walewska anunciou o seu desligamento da Seleção Brasileira, passando atuar somente em clubes. Em 2013, retornou à Seleção para a disputa da Copa dos Campeões, em que conquistou o título.

## Carreira

### Clubes
Depois que o pai de Walewska percebeu a empolgação dela com o voleibol, a inscreveu em uma escola do esporte na Pampulha onde seu professor a levou para o Minas Tênis Clube aos 12 anos. Estreou na equipe adulta do Minas em 1995. Em 1998 foi para o Paraná Vôlei Clube, onde acabaria mudando a pronúncia de seu nome, que era originalmente "Valesca" mas o técnico Bernardinho acabaria por começar a pronunciar o segundo 'w' ("Valeusca") para distinguí-la da colega de equipe Valeska Menezes. Permaneceria no time até 2003, sendo campeã da Superliga em 2000, em seguida jogando uma temporada pelo São Caetano e chegando às quartas da Superliga. Em seguida passou sete temporadas em clubes estrangeiros, jogando pelo italiano Sirio Perugia, o espanhol Murcia e o russo VC Zarechie Odintsovo, até ser contratada em 2011 pelo Vôlei Futuro.
Após o fim da temporada 2013/2014, assinou com o Minas Tênis Clube para defender novamente o clube que a revelou.
Pelo Dentil/Praia Clube, Walewska disputou as competições do período de 2017-18, sagrou-se vice-campeã do Campeonato Mineiro de 2017 e também na Copa Brasil de 2018 realizada em Lages e contribuiu para a melhor campanha do clube na história da Superliga Brasileira A 2017-18 e é finalista e sagrou-se campeã pela primeira vez e foi a melhor jogadora da final.
Foi contratada pelo Audax /Osasco para as competições do período 2018-19 e obteve o vice-campeonato na edição do Campeonato Paulista de 2018. Em 2019 voltou para o Praia Clube. Se aposentou após o Sul-Americano de Clubes de 2022, em seguida lançando um documentário sobre sua carreira, Último Ato, e participando do jogo de despedida da colega Sheilla Castro.

### Seleção Brasileira
A meio-de-rede foi convocada pela primeira vez para a Seleção Brasileira de Voleibol Feminino em 1998 pelo então técnico Bernardinho. No ano seguinte, ganhou a medalha de ouro nos Jogos Pan-Americanos de Winnipeg. Em 2000, foi bronze nas Olimpíadas de Sydney.
Em 2002, abandonou a seleção por não concordar com os métodos de trabalho do técnico Marco Aurélio Motta. Ganhou nova chance quando José Roberto Guimarães assumiu, em 2003. Com o novo treinador, esteve na campanha que deu ao Brasil o segundo lugar na Copa do Mundo e a vaga nas Olimpíadas de Atenas.
Antes dos Jogos na Grécia, a meio-de-rede sofreu uma tendinite e foi poupada em grande parte da campanha do Grand Prix daquela temporada. Na Olimpíada, não conseguiu repetir o pódio de Sydney-2000. Amargou com a equipe a eliminação pela Seleção Rússia, nas semifinais, e a derrota para Cuba, na disputa do bronze. Após o fracasso em Atenas, sobreviveu à reformulação implementada pelo técnico José Roberto Guimarães. Como titular, foi campeã do Grand Prix e vice do Mundial, ambos em 2006.
Em 2007, amargou o vice-campeonato do Pan-Americano e da Copa do Mundo de Vôlei. Entretanto, em 2008, conquistou o tricampeonato do Grand Prix, tendo sido eleita a melhor bloqueadora do torneio. Em agosto do mesmo ano, consagrou-se campeã olímpica em Pequim, onde se despediu da Seleção Brasileira.  Voltou à seleção para jogar a Copa dos Campeões no ano de 2013.

## Clubes
| Clube                         | País    | De   | Até  |
| ----------------------------- | ------- | ---- | ---- |
| MRV-Suggar/Minas              | Brasil  | 1995 | 1998 |
| Paraná/Rexona/Ades            | Brasil  | 1998 | 2003 |
| Açúcar União/São Caetano E.C. | Brasil  | 2003 | 2004 |
| Sirio Perugia                 | Itália  | 2004 | 2007 |
| Grupo 2002 Murcia             | Espanha | 2007 | 2008 |
| VC Zarechie Odintsovo         | Rússia  | 2008 | 2011 |
| Vôlei Futuro                  | Brasil  | 2011 | 2012 |
| Vôlei Amil                    | Brasil  | 2012 | 2014 |
| Camponesa/Minas               | Brasil  | 2014 | 2015 |
| Dentil/Praia Clube            | Brasil  | 2015 | 2018 |
| Osasco/Audax                  | Brasil  | 2018 | 2019 |
| Dentil/Praia Clube            | Brasil  | 2019 | 2022 |

## Morte
Walewska morreu na noite de 21 de setembro de 2023 enquanto estava em viagem a São Paulo para o lançamento de sua autobiografia Outras Redes. De acordo com a Polícia Civil, que investiga as circunstâncias da morte, ela caiu do 17º andar de um edifício no bairro do Jardins, zona oeste da cidade de São Paulo. Segundo o documento, a ocorrência foi às 18h09 de quinta-feira, com a comunicação às 20h19. Cinco dias depois foi enterrada na sua cidade natal, Belo Horizonte.
De acordo com o Boletim de Ocorrência, ao qual o jornal O Tempo obteve acesso, Walewska deixou uma carta sobre a mesa. "Na área de lazer, sobre uma mesa, havia uma garrafa de vinho com uma taça, ambas com vinho pela metade, além do aparelho celular e de uma pasta com uma folha sulfite, onde foi feita uma carta que seria da vítima aparentemente de despedida", diz um trecho do documento. Eventualmente descobriram quatro cartas de despedida, endereçadas aos pais, ao irmão, ao seu antigo técnico Bernardinho e a colega de time Virna Dias, e ao amigo e padrinho de casamento Luiz Gustavo Del Maestro. Sua morte está sendo investigada como suicídio.
Em 3 de dezembro de 2023, os pais de Walewska disseram em uma entrevista ao programa de televisão que o marido da jogadora de vôlei, Ricardo Moraes, que se tornou o inventariante após a morte de atleta. Os pais também disseram que entraram na Justiça pedindo que o marido seja excluído da herança, que por ter sido um casamento sem pacto antenupcial e filhos, seria deixada para os pais. Moraes confirmou à polícia que o casamento estava se deteriorando depois de 20 anos e o casal planejava o divórcio, e as cartas de despedida indicaram que o suícidio de Walewska teria sido motivado pela descoberta que Moraes teve um filho fora do casamento, revelado pelo marido da mãe da criança.

## Títulos e resultados
- Superliga Brasileira Aː1999-2000, 2017-18[15]
- Superliga Brasileira Aː 1998–99, 2015-16, 2020-21
- Supercopa Brasileira de Voleibolː2019, 2020 e 2021
- Troféu Super Vôlei:2020
- Copa Brasil:2018,[13] 2020 e 2021
- Campeonato Paulista:2018[17]
- Campeonato Mineiro:2019 e 2021
- Campeonato Mineiro: 2017,[12] 2020
- Sul-Americano: 2021
- Sul-Americano: 2020 e 2022